# 셀 브로드캐스트

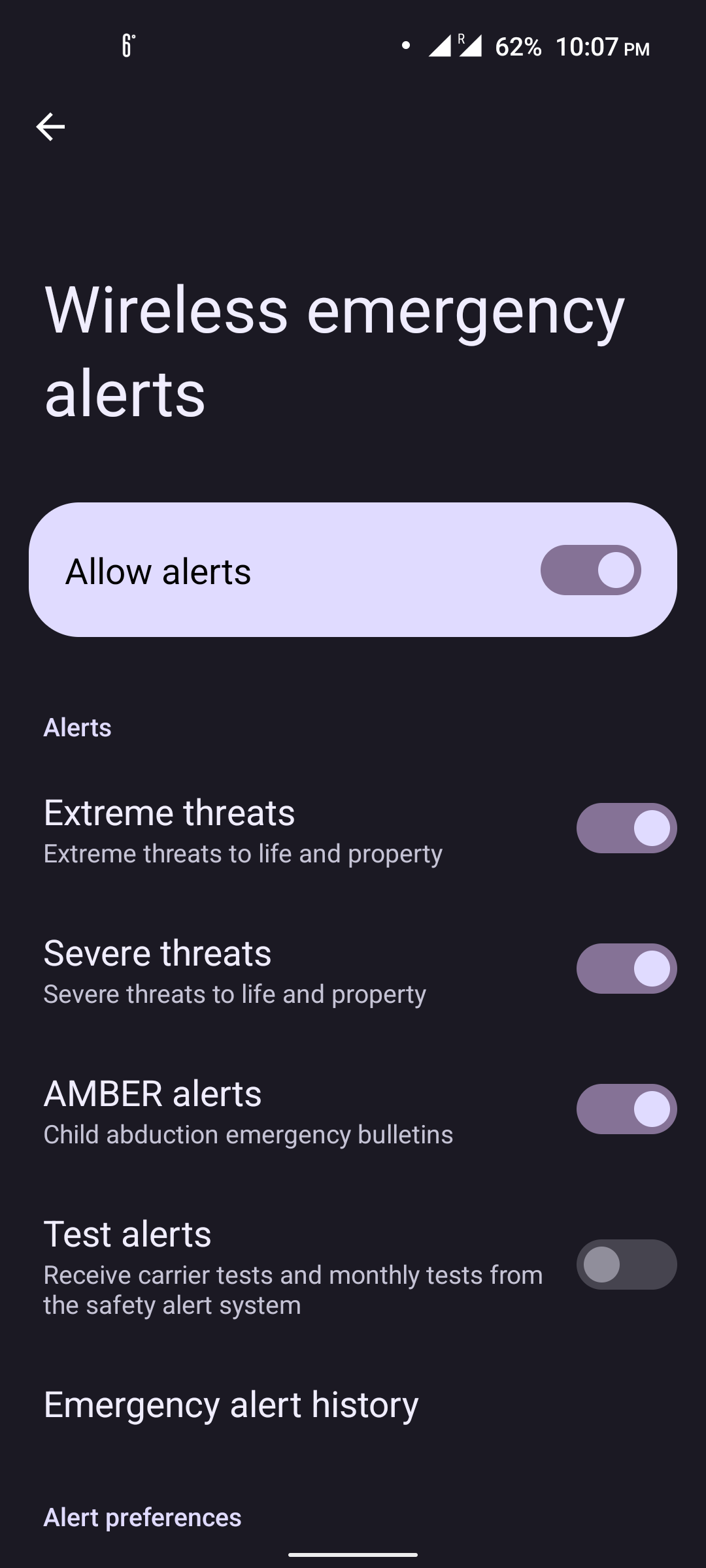
안드로이드 12에 내장된 셀 브로드캐스트 기능을 사용한 공개 경고 알림

셀 브로드캐스트(Cell Broadcast, CB)는 정의된 지역에 있는 여러 휴대 전화 이용자에게 동시에 단문 메시지를 보내는 방법이다. 이는 유럽 전기 통신 표준 협회(ETSI)의 GSM 위원회와 3GPP에 의해 정의되었으며 2G, 3G, 4G LTE 및 5G 표준의 일부이다. 이는 단문 메시지 서비스-셀 브로드캐스트(SMS-CB 또는 CB SMS)라고도 한다. SMS-PP(단문 메시지 서비스 지점 간)와 달리 셀 브로드캐스트는 일대다 지역 타겟팅 및 지오펜스 메시징 서비스이다.

## 역사
셀 브로드캐스트 메시징은 1997년 파리에서 처음으로 시연되었다. 일부 모바일 운영자는 전국 또는 도시 전체에 대한 알림, 일기 예보, 대량 메시징, 위치 기반 뉴스 등의 확인을 위해 안테나 셀의 지역 코드를 모바일 사용자에게 전달하기 위해(채널 050을 통해) 셀 브로드캐스트를 사용했다. 셀 방송은 2008년부터 아시아, 미국, 캐나다, 남미 및 유럽의 주요 네트워크 사업자에 의해 널리 배포되었다. 아직 모든 통신사가 네트워크에서 셀 브로드캐스트 메시징 기능을 활성화한 것은 아니지만 현재 사용되는 대부분의 핸드셋은 셀 브로드캐스트를 지원하지만 많은 장치에서는 기본적으로 비활성화되어 있으며 이 기능을 활성화하는 표준화된 인터페이스가 없다.